# Corallocarpus dissectus
Corallocarpus dissectus är en gurkväxtart som beskrevs av Célestin Alfred Cogniaux. Corallocarpus dissectus ingår i släktet Corallocarpus, och familjen gurkväxter. Inga underarter finns listade i Catalogue of Life.